# Transports en Lozère
Les transports dans le département français de la Lozère sont marqués par le relatif isolement et la faible fréquentation des transports du département le moins densément peuplé de France métropolitaine. Le département ne compte qu'une seule autoroute, passant assez loin de sa préfecture Mende, n'est pas desservi par des vols réguliers, et certaines de ses gares figurent parmi les moins fréquentées de France.

## Transport routier

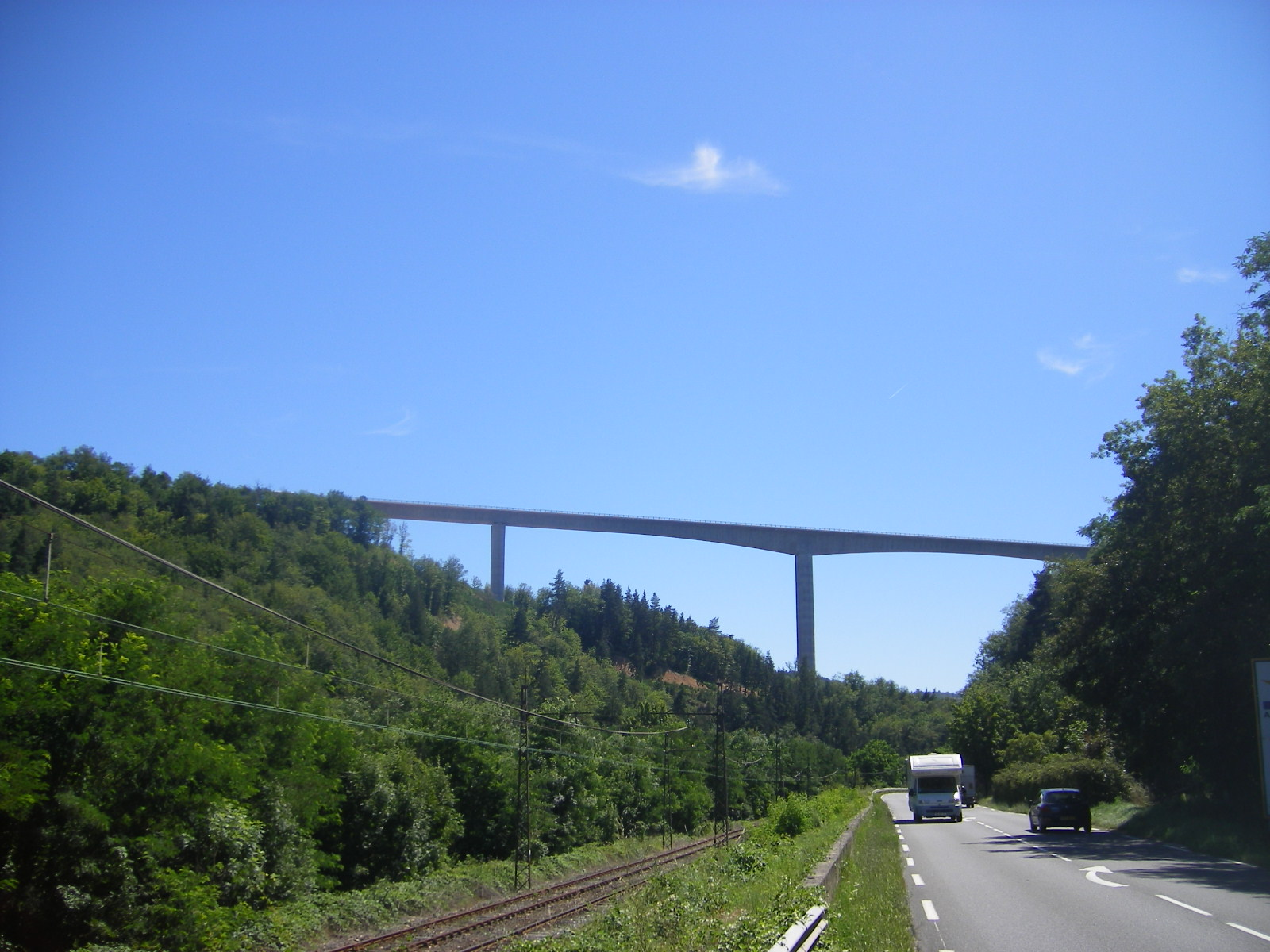
La ligne de Béziers à Neussargues (à gauche) et l'ancienne route nationale 9 (à droite) sont franchies par le viaduc de la Colagne de la route nationale 88, dans la commune de Bourgs sur Colagne.

### Infrastructures routières
L'autoroute A75, créée par déviations successives de l'ancienne route nationale 9, est le principal axe routier du département. Gratuite, elle dessert l'ouest du département, notamment Saint-Chély-d'Apcher et Marvejols. 
Mende est située à la croisée de deux routes nationales, la route nationale 88 reliant Lyon à Toulouse et la route nationale 106 reliant Nîmes à Saint-Chély-d'Apcher, vers Clermont-Ferrand. La première fait l'objet de projets de mise à 2x2 voies, tandis que la deuxième, moins fréquentée, a été déclassée en 2006 au nord de Mende.

### Transport collectif de voyageurs
La Lozère est desservie par le réseau régional de transport routier liO, qui exploite huit lignes régulières dans le département.

## Transport ferroviaire

### Historique

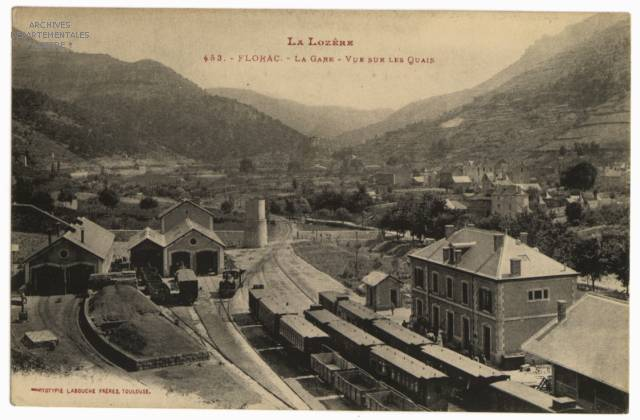
La gare de Florac au début du XXe siècle.

Ce n'est qu'en 1867 que le chemin de fer apparaît en Lozère, avec l'ouverture du tronçon de la ligne de Saint-Germain-des-Fossés à Nîmes-Courbessac atteignant Villefort par le sud. Le département est à la frontière des réseaux d'intérêt général de la Compagnie des chemins de fer de Paris à Lyon et à la Méditerranée (PLM, à l'est) et de la Compagnie des chemins de fer du Midi et du Canal latéral à la Garonne (Midi, à l'ouest). 
Le réseau n'a jamais été très développé : outre les trois lignes existantes aujourd'hui, seule la ligne de Florac à Sainte-Cécile-d'Andorge, à écartement métrique et exploitée par la Compagnie de chemins de fer départementaux mais classée d'intérêt général, a desservi le département. Il faut dire que ce département cumulait un relief marqué, nécessitant la construction de coûteux ouvrages d'art, et un faible peuplement rendant peu rentables les projets. La Lozère est par ailleurs l'un des rares départements qui n'ont jamais été desservis par des chemins de fer d’intérêt local. De larges part du territoire lozérien n'ont donc jamais connu le train : à son apogée, le chemin de fer desservait Aumont-Aubrac, Banassac, Florac, Langogne, Marvejols, Mende, Saint-Chély-d'Apcher et Villefort, mais des bourgs importants comme Grandrieu, Meyrueis, Nasbinals, Saint-Alban-sur-Limagnole ou encore Sainte-Enimie ne furent jamais desservis par le chemin de fer.
La ligne de Béziers à Neussargues, dite ligne des Causses, est électrifiée par le Midi en 1932. La ligne de Florac à Sainte-Cécile-d'Andorge ferme en 1968. Si la ligne des Causses et la ligne des Cévennes (ligne de Saint-Germain-des-Fossés à Nîmes-Courbessac) accueillirent longtemps des trains directs depuis Paris, leur trafic a décliné à la fin du XXe siècle et elles ont perdu leurs dessertes de longue distance.
|                                             |
| Le réseau ferroviaire à son apogée en 1932. |

|                                     |
| Le réseau ferroviaire de nos jours. |

|                                                    |
| Carte animée de l’évolution du réseau ferroviaire. |

### Situation actuelle

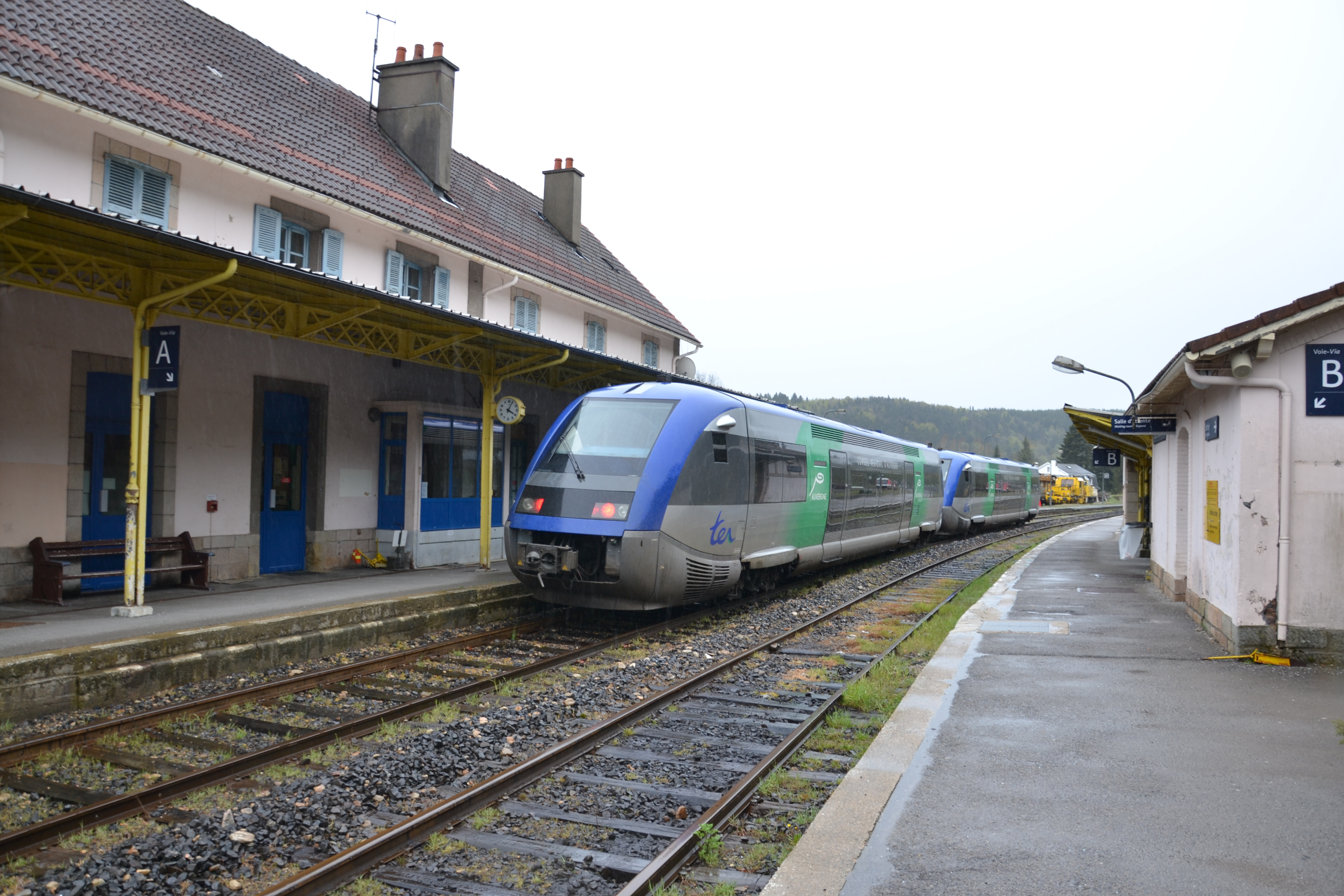
Une UM2 de X 73500 marque l'arrêt en gare de La Bastide - Saint-Laurent-les-Bains, au croisement de la ligne des Cévennes et du Translozérien, en 2016.

Le transport ferroviaire est très peu fréquenté en Lozère, aucune gare ne dépassant les 50 000 voyageurs en 2019. Les principales gares (entre 20 000 et 50 000 voyageurs) sont Saint-Chély-d'Apcher, Langogne, Mende et La Bastide - Saint-Laurent-les-Bains.
Le réseau de chemin de fer de la Lozère est composé de trois lignes, qui forment ensemble ce qui est parfois qualifié de « H lozérien ». La ligne de Béziers à Neussargues (dite ligne des Causses) et la ligne de Saint-Germain-des-Fossés à Nîmes-Courbessac (dite ligne des Cévennes) traversent respectivement l'ouest et l'est du département, selon des orientations globalement nord-sud. Entre les deux, la ligne du Monastier à La Bastide-Saint-Laurent-les-Bains (dite Translozérien), l'une des plus hautes de France, relie les deux lignes en passant par la préfecture Mende.
Ces trois lignes sont à voie unique, et seule la ligne des Causses est électrifiée. Leur trafic, globalement faible, est exclusivement TER Occitanie (liO) pour les voyageurs, à l'exception de l'Intercités « Aubrac » qui relie quotidiennement Clermont-Ferrand à Béziers. Ces lignes, traversant des paysages remarquables et franchissant des ouvrages d'art exceptionnels, représentent en revanche un attrait touristique pour le département.

## Transport aérien
La Lozère ne possède qu'un aérodrome ouvert à la circulation aérienne publique (CAP), celui de Mende - Brenoux, qui n'est plus desservi par des vols réguliers, mais accueille des activités d'aviation de tourisme, de loisirs et de service public. Le petit aérodrome de Florac - Sainte-Enimie est à usage restreint.

## Transports en commun urbains et périurbains
La commune de Mende est la seule autorité organisatrice de la mobilité du département. Elle organise des services de transport dans son ressort territorial. Les Transports Urbains Mendois (TUM) desservent la ville à l'aide de deux lignes régulières en semaine et une le samedi, assurées en midibus ou minibus.

## Modes actifs
Le département est traversé par plusieurs voies vertes, véloroutes et sentiers de grande randonnée.